# 1998년 벤쿠버 국제 영화제
제17회 벤쿠버 국제 영화제는 1998년 9월 25일에 열린 시상식이다.

## 수상 및 후보

### 국제영화인기상
- 인생은 아름다워 - 로베르토 베니니 수상

### 에어캐나다상
- 중앙역 - 월터 살레스

### 페더럴익스프레스상
- 서치 어 롱 저니 - 스툴라 구나르손 수상

### 로저상
- 스트릿하트 - Charles Biname 수상